# Pierre Brassau

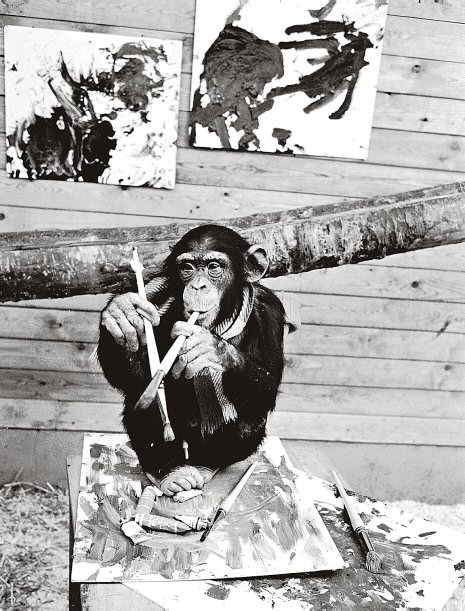
Schimpansen Peter, även känd som Pierre Brassau.

Pierre Brassau är namnet på en fiktiv, påstått autodidakt fransk avantgardemålare. Han slog igenom vid en samlingsutställning på Gallerie Christinae i Göteborg i februari 1964. Bakom pseudonymen dolde sig schimpansen Peter från Borås djurpark, och han deltog i ett konstexperiment och practical joke, där flera stora tidningars konstbedömare deltog som "duperade" skribenter. Efternamnet härleddes från Borås Zoo, med lite franskliknande uttal...

## Biografi/"karriär"
Upphovsmännen Yngve Funkegård (född 1919), konstnären som drev galleriet och Åke "Dacke" Axelsson, journalist på GT, ville testa kulturetablissemanget genom att ge den treåriga schimpansen Peter från Borås djurpark några penslar och lite oljefärg för att skapa spontanistiskt måleri. Just då pågick en livlig diskussion om den abstrakta spontanismen som konstform, och Brassaus alster blev ett test för huruvida en god spontanist behövde vara konstnärligt skolad eller inte.
Funkegård och Axelsson fotograferade apan under tiden som han målade och valde sedan ut de fyra bästa målningarna. På den efterföljande galleriutställningen deltog även ett antal andra (mänskliga) målare, men det var den okände fransmannen som tilldrog sig allt intresse. Kritiken lät inte vänta på sig; Göteborgs-Postens konstbedömare talade om en dukens balettmästare och skrev: 
| ”                        | Pierre Brassau breder på med kraftiga tag men också med klar beräkning, man skulle vilja säga att hans penseldrag vrider sig med en vildsint kräsenhet på duken. | „ |
| – Göteborgs-Posten, 1964 | |   |

I Göteborgs Handels- och Sjöfartstidning skrev recensenten att konstnären "stryker upp härvor av kraftiga penseldrag på dukarna, ofta med en ljus eller bjärt färg under de korsande skikten av mörkare toner".
Efter en vecka avslöjades detta practical joke i ett reportage av Axelsson i GT. Reaktionen blev bland annat att Axelsson polisanmäldes av Konstnärernas Riksorganisation för bedrägeri (något åtal väcktes dock aldrig då man inte kunde hitta någon brottsrubricering) och att galleristen tvingades stänga. Göteborgs-Postens recensent försvarade sin recension genom att åberopa en bok av Desmond Morris. Han menade att Morris bok gav stöd åt tanken att "apornas konst representerar ett rent estetiskt stadium, som vi nu håller på att närma oss igen". Historien fick även spridning internationellt.
All uppståndelse kring Peter resulterade i att apan blev aggressiv och Borås djurpark sålde honom till en djurpark i England. 2009 köpte Borås djurpark en av Peters målningar på en auktion för 2 100 kronor, och direktören Per Kettil förklarade att "Det här är en viktig bit i djurparkens historia".